# Egretă de zăpadă
Egreta de zăpadă (Egretta thula) este un stârc de dimensiune mică, cu penaj de culoarea albă. Numele genului provine din franceza provensală pentru egreta mică, aigrette, care este un diminutiv al lui aigron, „stârc”. Numele speciei thula este termenul din limba amerindiană mapuche pentru lebăda cu gât negru, aplicat acestei specii din greșeală de naturalistul chilian Juan Ignacio Molina⁠(d) în 1782.

## Sistematică
Până în prezent, au fost descrise următoarele două subspecii, care diferă în ceea ce privește coloritul sau cântecul:
- E. t. brewsteri (Thayer & Bangs, 1909) – Vestul SUA și Baja California
- E. t. thula (Molina, 1782) – America de Nord, Centrală și de Sud. Din nord-estul SUA prin Caraibe până în nord-estul Argentinei și din nord-vestul Mexicului până în Brazilia.

## Galerie

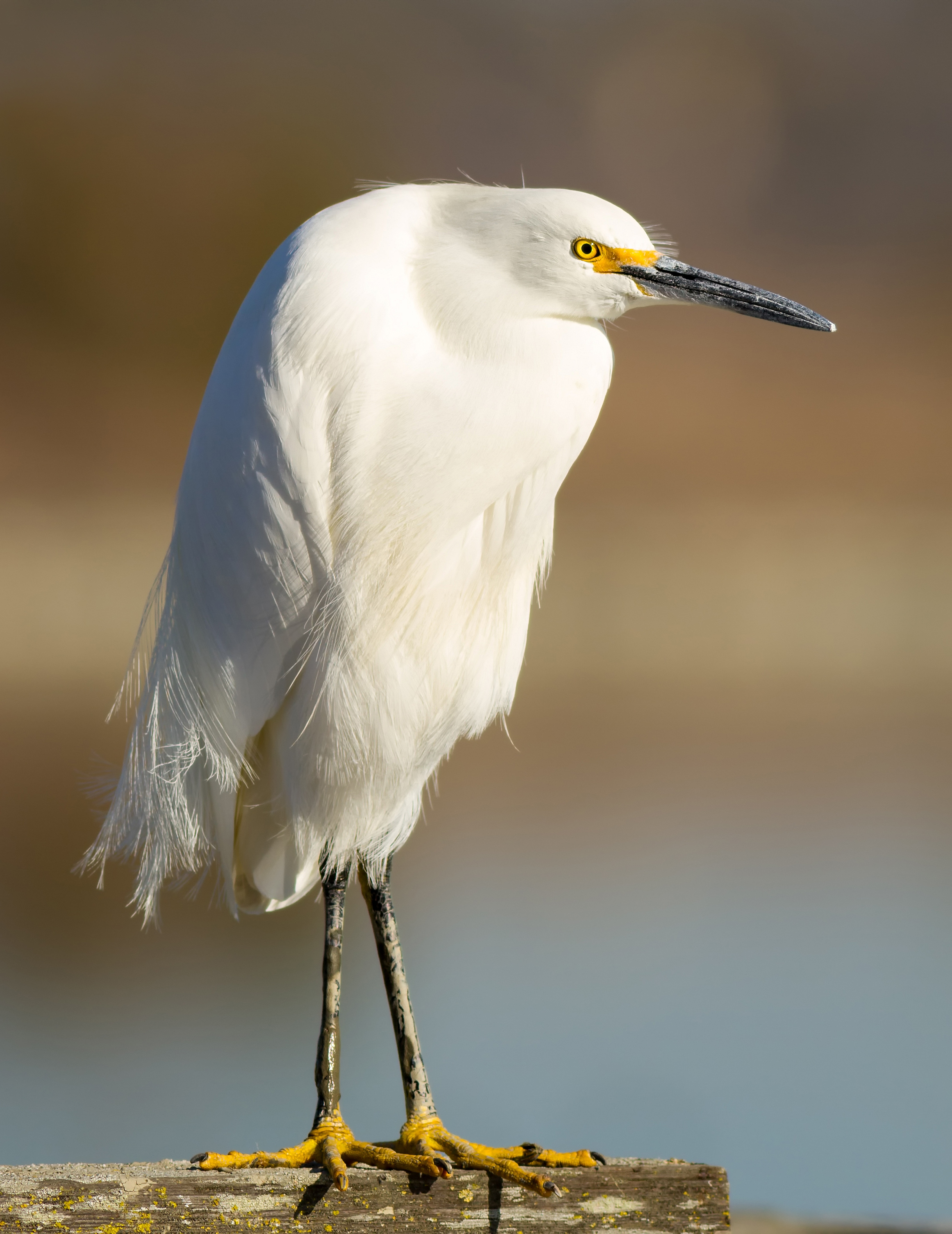
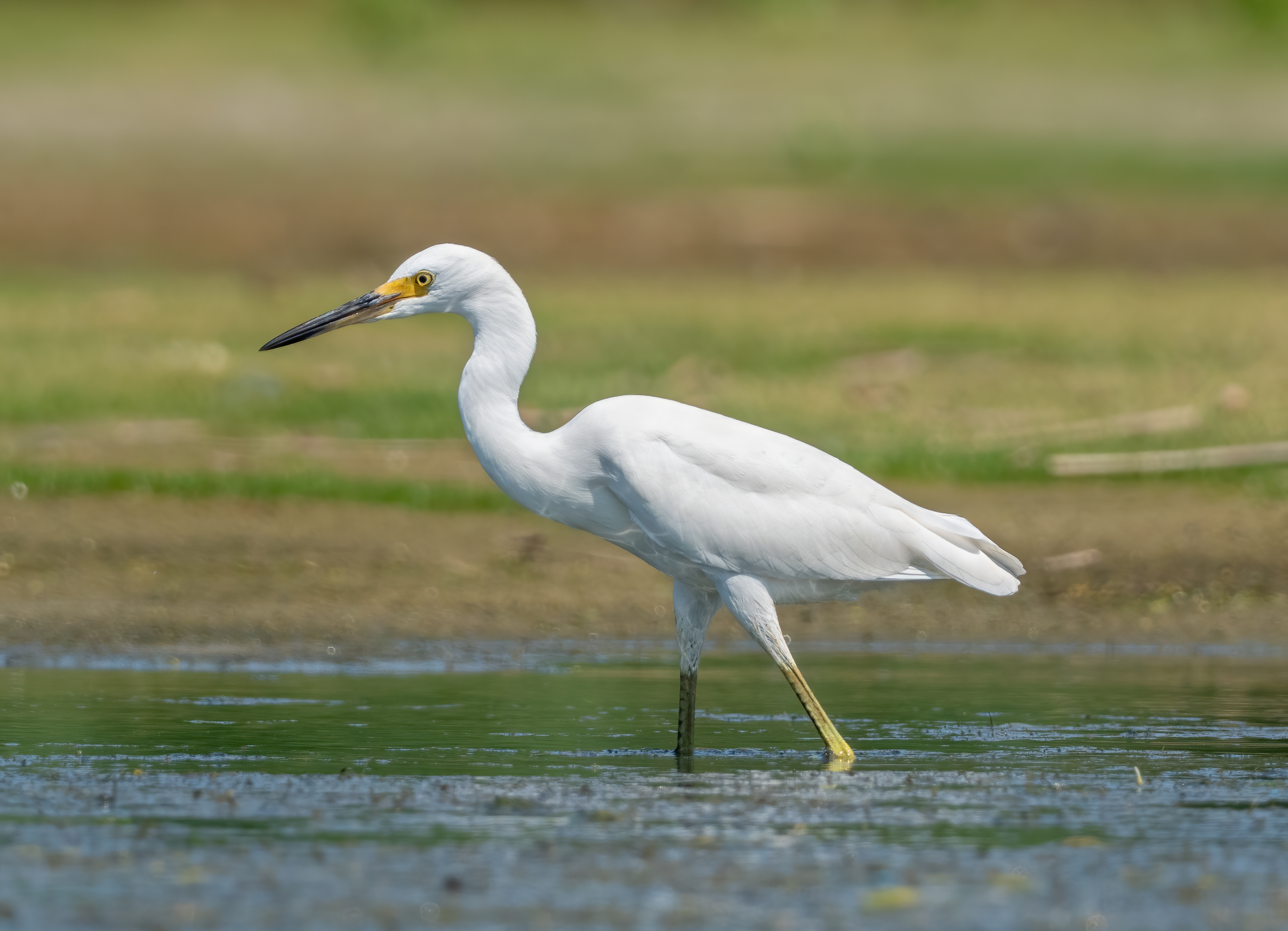
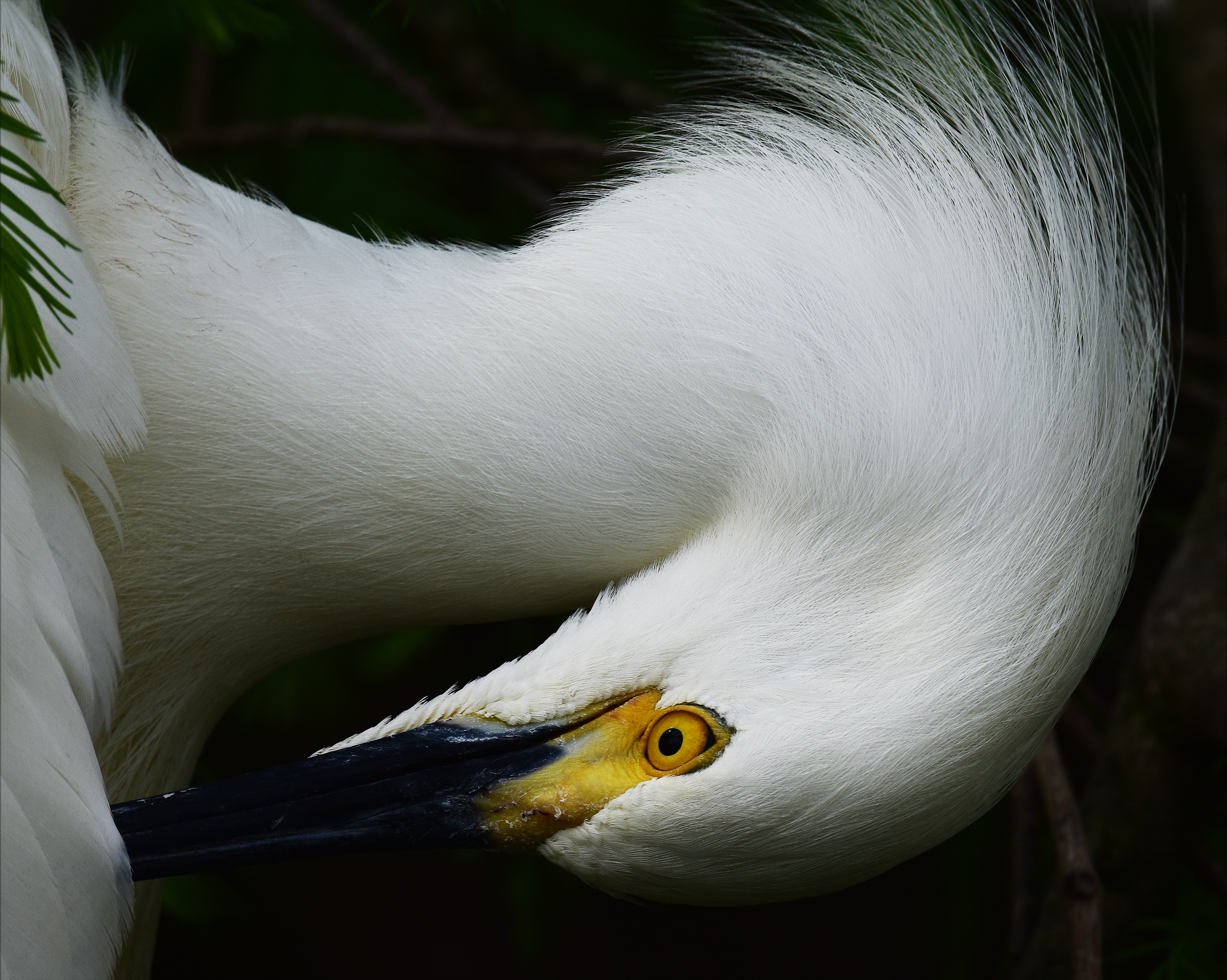
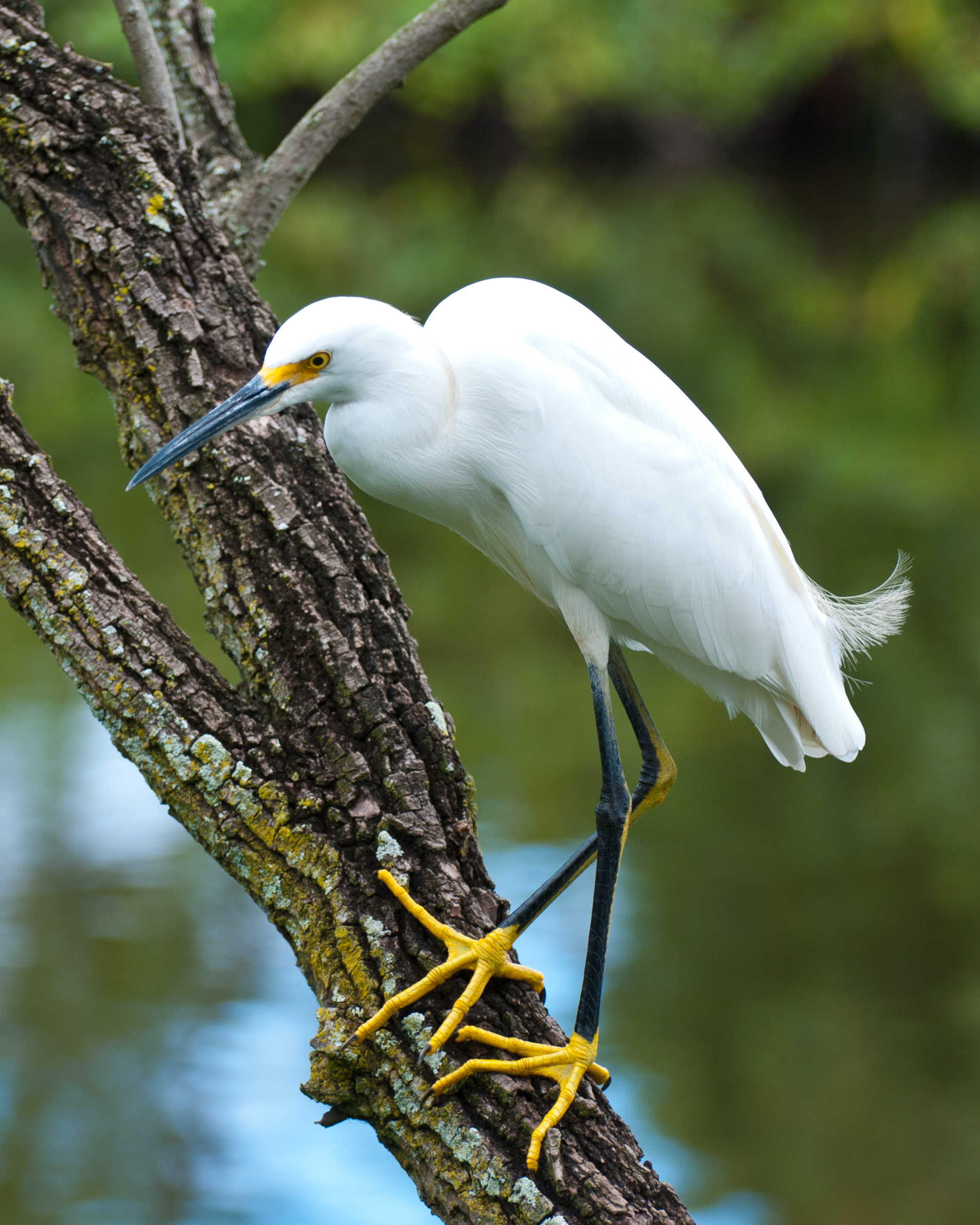
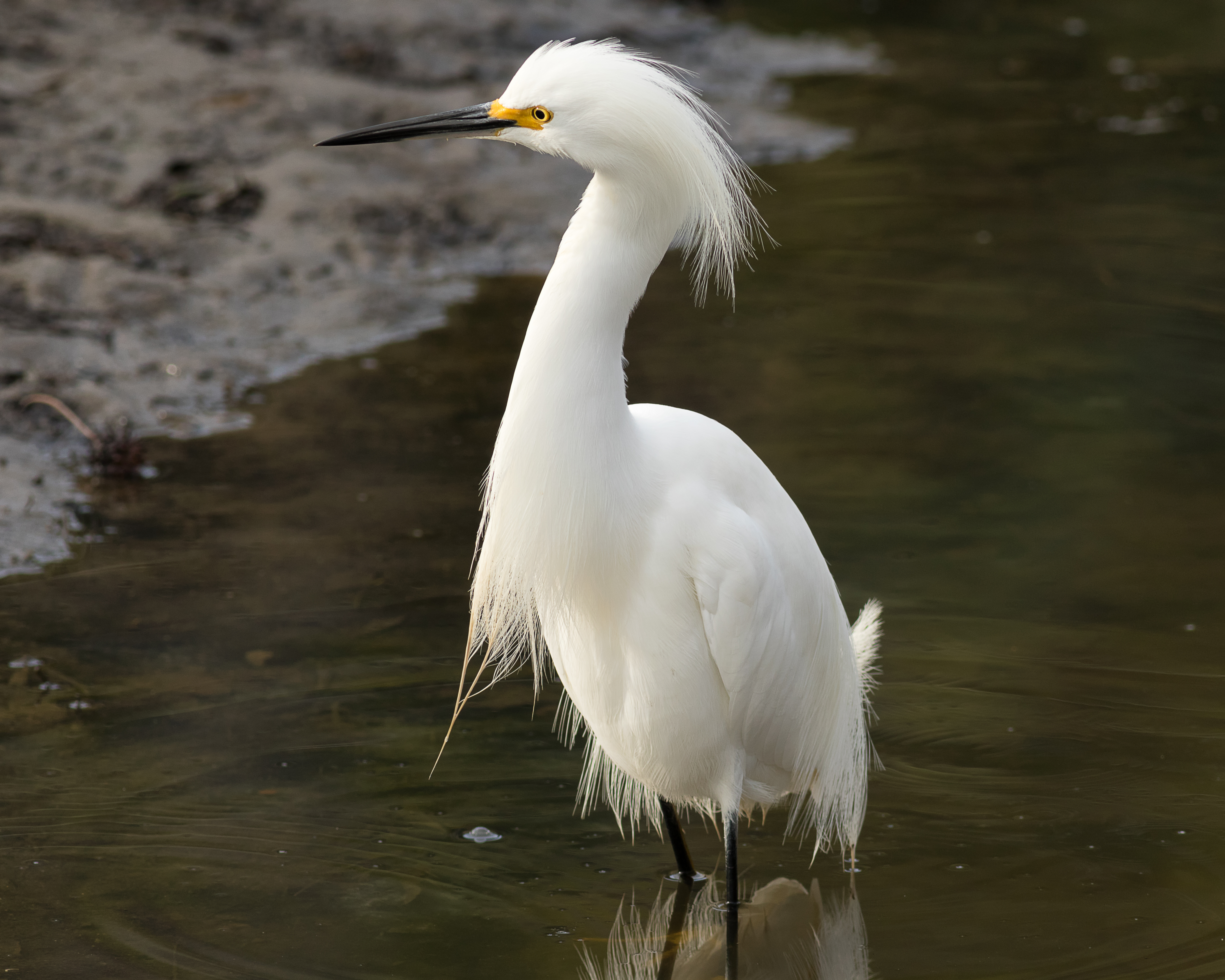
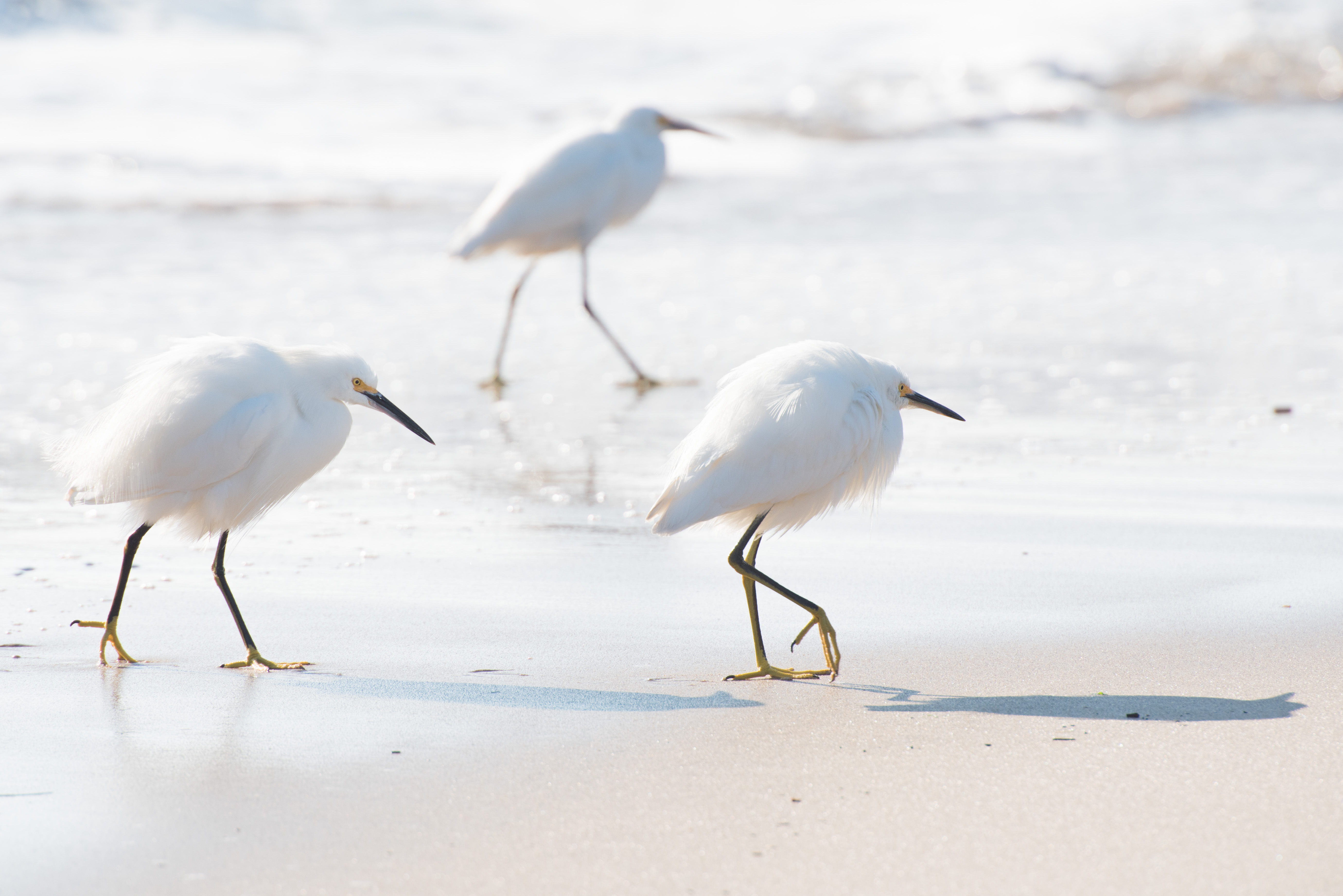
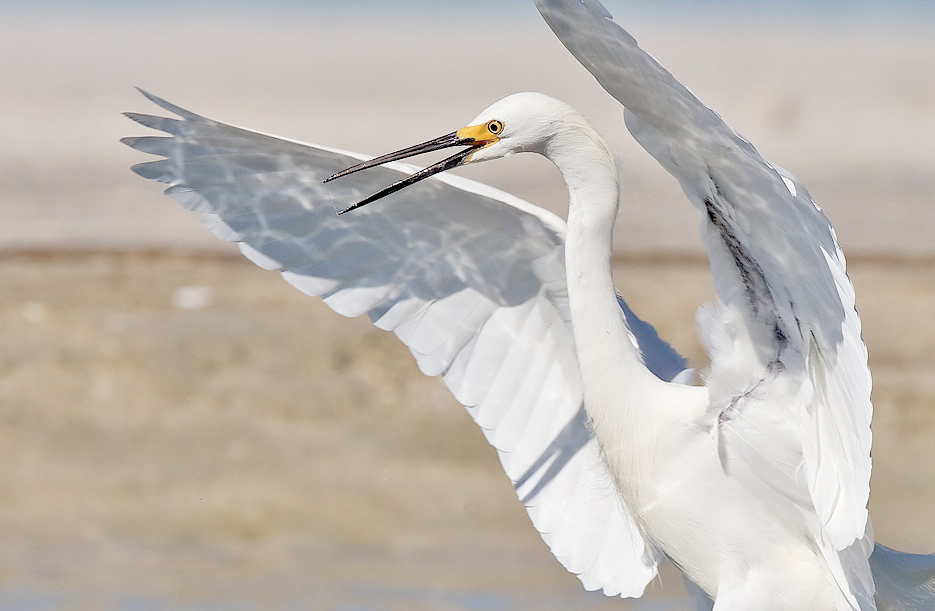
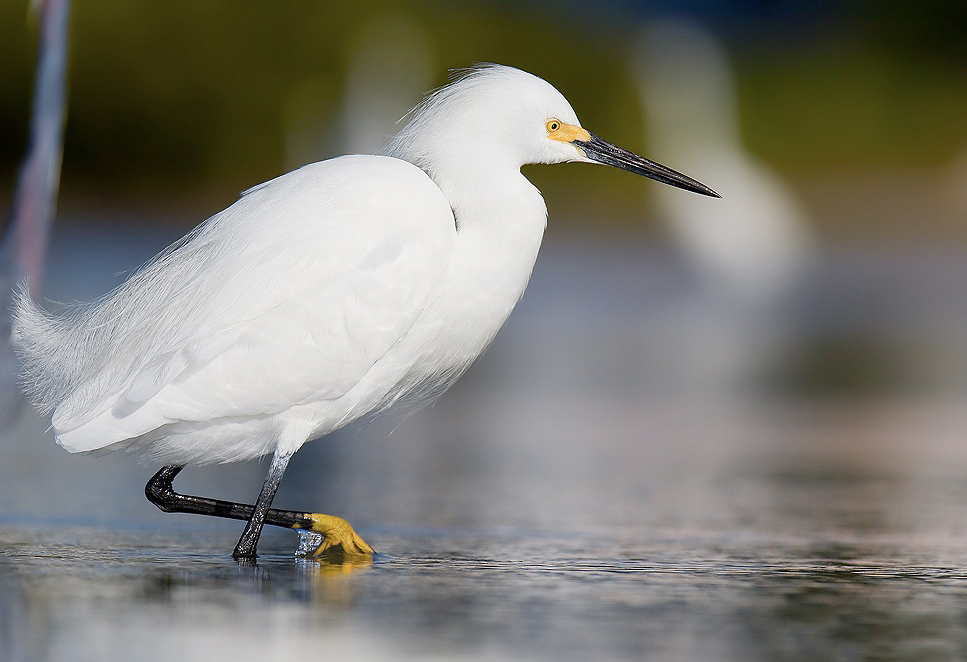